# Eli Egger
Elisabeth „Eli“ Egger (geboren am 24. Februar 1995 in Graz) ist eine österreichische Gleitschirmpilotin, die 2023 als erste Frau beim Red Bull X-Alps, internationaler Wettkampf für Gleitschirmteams im Biwakfliegen, das Ziel erreichte.

## Leben
Elisabeth Egger wurde als dritte von vier Schwestern in Graz geboren und wuchs in Leibnitz auf. Sie studierte an der TU Graz das Fach Geodäsie, das sie im Oktober 2022 als Dipl.-Ing. abschloss. Mit 15 Jahren entdeckte Egger das Gleitschirmfliegen für sich. Egger lebt in Ramsau am Dachstein, wo sie als Teilhaberin eine Gleitschirm-Flugschule betreibt. Sie ist Fluglehrerin, Tandem- und Wettkampfpilotin. Seit 2018 ist sie Mitglied des österreichischen Nationalteams.

## Wettbewerbe und Platzierungen
- 1. Platz British Winter Open 2022 (Roldanillo)
- 3. Platz PWC Columbien 2022 (Roldanillo)[4]
- 1. Platz Alpencup 2020 (Kössen)
- 7. Platz Weltmeisterschaft Mazedonien (2019)
- 4. Platz PWC Bulgarien 2018 (Sopot)[5]
- 2. Platz Europameisterschaft Spanien (2024)[6]

Weitere Siege erzielte Egger bei nationalen Wettbewerben und Streckenflugwettbewerben in Österreich.

## Red Bull X-Alps 2023
Als erste Frau in der Geschichte des Wettbewerbs erreichte Egger nach 10 Tagen und 5 Stunden bei der 11. Ausgabe des Red Bull X-Alps 2023 mit dem 21. Platz das Ziel in Zell am See.
Insgesamt 2278 km legte die erstmals teilnehmende Egger dabei ab dem 11. Juni 2023 zurück. Unterstützt von ihrem Team flog sie mit ihrem Gleitschirm 1998 km in insgesamt 55:54 Stunden. Zu Fuß bewältigte sie bei diesem Wettbewerb 279,6 km in insgesamt 61:36 Stunden.